# Taenia asiatica
Taenia asiatica (Aziatische lintworm) is een van de drie soorten lintwormen die voorkomen bij de mens en het varken. Deze lintworm werd in de jaren 1980 op Taiwan ontdekt en later ook in andere landen in Oost-Azië. Deze lintworm lijkt heel sterk op de runderlintworm (Taenia saginata). De mens is de definitieve gastheer van deze lintworm. De soort wordt soms beschouwd als een ondersoort van de runderlintworm, Taenia saginata asiatica.